# 植村家保
植村 家保（うえむら いえやす / いえもり）は、大和高取藩の第13代藩主。

## 生涯
天保8年（1837年）7月1日、近江膳所藩主・本多康禎の七男として生まれる。嘉永6年（1853年）に高取藩の第12代藩主・植村家興が急死したため、その末期養子となって家督を継いだ。
幕命により外国船到来に備えて、堺警備を担当する一方で、安政2年（1855年）に桜田門番・竹橋門番に任じられ、12月には御所造営の奉行を担当し、文久元年（1861年）には和田倉門番・馬場先門番に任じられるなど、諸役を歴任した。文久3年（1863年）には天誅組の変で天誅組と戦い、勝利した。元治元年（1864年）2月、大坂加番に任じられる。
慶応4年（1868年）の戊辰戦争では、新政府に与して京都御所の警備を務めた。慶応4年（1868年）閏4月14日、養子の家壷に家督を譲って隠居する。
明治18年（1885年）4月に正五位に叙位する。明治19年（1886年）4月に権少教正に任官し、明治21年（1888年）9月には大和神社の宮司となった。明治29年（1896年）10月8日に死去した。享年60。